# Heinrich Borriss
Heinrich Borriss (* 10. September 1909 in Vandsburg; † 4. September 1985 in Greifswald) war ein deutscher Botaniker und Pflanzenphysiologe. Er war einer der führenden Botaniker in der Deutschen Demokratischen Republik und wirkte von 1949 bis 1973 als Professor und Direktor am Botanischen Institut der Universität Greifswald sowie von 1957 bis 1959 als Rektor der Universität.

## Leben
Heinrich Borriss wurde 1909 als Sohn des Lehrers Otto Borriss und dessen Frau Meta (1880–1945) in Vandsburg, Kr. Flatow,  Westpreußen, geboren. Er besuchte ab 1919 das Humanistische Gymnasium in Schwedt, an dem er 1928 das Abitur erlangte. Anschließend absolvierte er ein Studium der Naturwissenschaften an den Universitäten in Kiel, München, Wien und Greifswald, das er 1934 mit der Promotion und dem Staatsexamen für das höhere Lehramt abschloss. Bis 1936 wirkte er dann als Forschungsstipendiat am Botanischen Institut der Universität Greifswald. Von 1936 bis 1940 war er als Assistent am Botanischen Institut der Universität Bonn tätig, an der er 1939 mit einer Arbeit über die Keimung von Samen habilitiert und 1940 Dozent wurde. Im gleichen Jahr wechselte er an die Landesforschungsanstalt für Pflanzenphysiologie in Posen. Er beantragte am 25. September 1937 die Aufnahme in die NSDAP und wurde rückwirkend zum 1. Mai desselben Jahres aufgenommen (Mitgliedsnummer 4.619.842). Ab 1942 wirkte er als Oberassistent sowie Dozent für Botanik und Pflanzenphysiologie am Institut für Allgemeine Botanik der ein Jahr zuvor gegründeten Reichsuniversität Posen. Dort war er bis zur Auflösung der Universität im Jahr 1945 beschäftigt.
Nachdem er ab 1942 auch Kriegsdienst geleistet hatte, war er vom Ende des Zweiten Weltkriegs bis 1948 in sowjetischer Kriegsgefangenschaft. Nach seiner Rückkehr nach Deutschland trat er 1949 in die Sozialistische Einheitspartei Deutschlands (SED) ein. Im gleichen Jahr wurde er Professor mit Lehrauftrag, 1950 Professor mit vollem Lehrauftrag und 1951 Professor mit Lehrstuhl am Botanischen Institut der Universität Greifswald. Darüber hinaus war er von 1949 bis 1968 Direktor des Instituts und bis 1972 des zugehörigen Botanischen Gartens, von 1952 bis 1955 leitete er auch das von ihm gegründete Institut für Agrobiologie der Universität, das 1963 in das Botanische Institut eingegliedert wurde. Von 1951 bis 1954 war er Prorektor und von 1957 bis 1959 Rektor der Universität Greifswald sowie in den Jahren 1971 und 1972 Dekan der Mathematisch-Naturwissenschaftlichen Fakultät. Im Jahr 1973 wurde er emeritiert. Er starb 1985 in Greifswald.

## Wissenschaftliches Wirken
Schwerpunkt der Forschung von Heinrich Borriss waren die zellbiologischen und biochemischen Grundlagen des Wachstums und der Entwicklung von Pflanzen. Auch nach seiner Emeritierung war ihm innerhalb des Botanischen Instituts die weitere Nutzung von Arbeitsräumen und Material zugestanden worden. Aufgrund dessen konnte er sich dort noch bis zu seinem Tode, zeitweise unterstützt durch einen Diplomanden und eine technische Assistentin, der Erforschung der Keimungsphysiologie, der Mykorrhiza von heimischen Orchideen sowie der Stimulation der Fruchtkörperentwicklung isolierter Wurzelpilze mit dem Ziel von deren Bestimmung widmen. Schwerpunkt waren Untersuchungen am Stattlichen Knabenkraut sowie an Orchideen der Gattung Epipactis. Bezüglich des Knabenkrauts wurden Anhaltspunkte dafür gefunden, dass dessen Samen nur unter Einwirkung von Auxinen keimen, die möglicherweise der in diesem Fall sehr spezifische Wurzelpilz produziert.

## Auszeichnungen
Heinrich Borriss, der in der Deutschen Demokratischen Republik (DDR) zu den bekanntesten und einflussreichsten Botanikern zählte, erhielt 1956 den Vaterländischen Verdienstorden der DDR in Silber und wurde 1969 in die Deutsche Akademie der Naturforscher Leopoldina aufgenommen. Die Biologische Gesellschaft der DDR, deren Präsidium er von 1959 bis 1967 angehört hatte, ernannte ihn 1980 zum Ehrenmitglied. Am Greifswalder Botanischen Institut wurde im Jahre 2000 zu Ehren seines langjährigen Direktors eine Erinnerungstafel angebracht.

## Werke (Auswahl)
- Praktikum der Biochemie der Pflanzen. Deutscher Verlag der Wissenschaften, Berlin 1956 (als Mitautor)
- Pflanzenökologie. Akademie-Verlag, Berlin 1965
- Pflanzenphysiologie. Erschienen in der Reihe: Wörterbücher der Biologie. Gustav-Fischer-Verlag, Jena 1984 (als Mitherausgeber)